# Kalumbuk
Kalumbuk is een bestuurslaag in het regentschap Padang van de provincie West-Sumatra, Indonesië. Kalumbuk telt 9101 inwoners (volkstelling 2010).